# Филлипс (округ, Арканзас)
Фи́ллипс (англ. Phillips County) — округ, расположенный в штате Арканзас, США с населением в 26 445 человек по статистическим данным переписи 2000 года. Столица округа находится в консолидированном городе Хелена — Уэст-Хелена.
Округ Филлипс был образован 1 мая 1820 года, став седьмым по счёту округом Арканзаса и получил своё название в честь Сильвануса Филлипса — одного из первых поселенцев территории округа и первого делегата от округа в Собрании представителей Арканзаса.

## География
По данным Бюро переписи населения США округ Филлипс имеет общую площадь в 1883 квадратных километра, из которых 1795 кв. километров занимает земля и 91 кв. километр — вода. Площадь водных ресурсов округа составляет 4,76 % от всей его площади.

### Соседние округа
- Ли — север
- Тьюника, Миссисипи — северо-восток
- Коахома, Миссисипи — восток
- Боливар, Миссисипи — юго-восток
- Дешей — юг
- Арканзас — юго-запад
- Монро — северо-запад

## Демография

Диаграмма распределения населения округа по возрастным диапазонам. Данные переписи населения 2000 года

По данным переписи населения 2000 года в округе Филлипс проживало 26 445 человек, 6 768 семей, насчитывалось 9 711 домашних хозяйств и 10 859 жилых домов. Средняя плотность населения составляла 15 человек на один квадратный километр. Расовый состав округа по данным переписи распределился следующим образом: 39,25 % белых, 59,04 % чёрных или афроамериканцев, 0,17 % коренных американцев, 0,32 % азиатов, 0,01 % выходцев с тихоокеанских островов, 0,78 % смешанных рас, 0,43 % — других народностей. Испано- и латиноамериканцы составили 1,44 % от всех жителей округа.
Из 9 711 домашних хозяйств в 34,20 % — воспитывали детей в возрасте до 18 лет, 40,30 % представляли собой совместно проживающие супружеские пары, в 25,10 % семей женщины проживали без мужей, 30,30 % не имели семей. 27,60 % от общего числа семей на момент переписи жили самостоятельно, при этом 13,00 % составили одинокие пожилые люди в возрасте 65 лет и старше. Средний размер домашнего хозяйства составил 2,69 человека, а средний размер семьи — 3,29 человека.
Население округа по возрастному диапазону по данным переписи 2000 года распределилось следующим образом: 32,20 % — жители младше 18 лет, 9,40 % — между 18 и 24 годами, 23,20 % — от 25 до 44 лет, 21,20 % — от 45 до 64 лет и 13,90 % — в возрасте 65 лет и старше. Средний возраст жителей округа составил 33 года. На каждые 100 женщин в округе приходилось 84,70 мужчины, при этом на каждых сто женщин 18 лет и старше приходилось 77,70 мужчины также старше 18 лет.
Средний доход на одно домашнее хозяйство в округе составил 22 231 доллар США, а средний доход на одну семью в округе — 26 570 долларов. При этом мужчины имели средний доход в 24 675 долларов США в год против 17 520 долларов США среднегодового дохода у женщин. Доход на душу населения в округе составил 12 288 долларов США в год. 28,70 % от всего числа семей в округе и 32,70 % от всей численности населения находилось на момент переписи населения за чертой бедности, при этом 45,50 % из них были моложе 18 лет и 26,20 % — в возрасте 65 лет и старше.

## Главные автодороги
- US 49
- AR 1
- AR 39
- AR 85

## Населённые пункты
- Элейн
- Уэст-Хелена
- Лейк-Вью
- Лекса
- Марвелл

### Немуниципальные сообщества
- Модок
- Поплар-Гров